# Stephen Hadley
Stephen John Hadley (ur. 13 lutego 1947 w Toledo) – amerykański polityk konserwatywny.
Ukończył prawo na Uniwersytecie Cornella (1969), tytuł doktora prawa uzyskał na Uniwersytecie Yale. Pracował w firmach konsultingowych. Był członkiem konserwatywnych think tanków.
Zajmował wiele stanowisk w administracji amerykańskiej, poczynając od administracji Ronalda Reagana. Był asystentem sekretarza obrony ds. międzynarodowej polityki bezpieczeństwa (1989–1993), starszym doradcą George’a Walkera Busha w kampanii prezydenckiej (2000).
Od 22 stycznia 2001 był asystentem prezydenta i zastępcą Condoleezzy Rice, doradcy prezydenta ds. bezpieczeństwa narodowego. 26 stycznia 2006 zastąpił swoją szefową, która przeszła na stanowisko sekretarza stanu.
Zamieszany w aferę z yellowcake (rzekomych starań Iraku o pozyskanie broni jądrowej), zwaną Niger uranium forgeries, 22 lipca 2003 złożył rezygnację z zajmowanego stanowiska (nieprzyjętą przez prezydenta). Niektórzy twierdzą, że wziął w ten sposób na siebie rolę kozła ofiarnego. Podejrzewano również, że był informatorem Boba Woodwarda w sprawie Plame (dekonspiracji agentki Centralnej Agencji Wywiadowczej, żony krytyka działań amerykańskich), ale w 2005 okazał się nim były zastępca sekretarza stanu, Richard Armitage.